# Cá chỉ vàng
Cá chỉ vàng hay cá ngân chỉ (danh pháp hai phần: Selaroides leptolepis) là loài cá nước mặn và là loài cá nổi ven bờ thuộc họ Cá khế (Carangidae), phân bố ở Ấn Độ Dương, tây nam Thái Bình Dương. Đây là loài cá có giá trị kinh tế và là nguyên liệu để chế biến thành những món ăn ngon.

## Đặc điểm
Thân cá có hình thoi, dẹp hai bên dọc thân cá chỉ vàng có một sọc vàng óng ánh chạy thẳng từ sau mắt đến gần vây đuôi (chính vì vậy cá được gọi là cá chỉ vàng), phần lưng xanh lá cây (xanh xám) và hồng, bụng trắng bạc, phần trên nắp mang có chấm đen, vây đuôi vàng, đầu của cá hơi nhọn, miệng chếch, hàm dưới nhô ra. Thịt trắng, khá ngon, hơi có vị chua. Con cá cái mỡ màng ắp đầy bụng trứng (khi mùa sinh sản), thịt trắng thơm ngon. Chiều dài khai thác 65 đến 155 mm.
Cá chỉ vàng chủ yếu ăn các sinh vật nổi, sống thành đàn. Cứ vào đầu hạ cho đến cuối thu, cá chỉ vàng vào mùa sinh sản. Mùa đẻ vào tháng 4 đến 8.

## Nguyên liệu
Mùa vụ khai thác chúng là quanh năm. Ngư cụ khai thác như vây, mành, vó, lưới kéo đáy. Dạng sản phẩm Ăn tươi, phơi khô. Một số món ăn ngon từ cá chỉ vàng như cá chỉ vàng nướng ở Phú Quốc, cá chỉ vàng kho gừng xì dầu, khô cá chỉ vàng (với giá rất bình dân), khô cá chỉ vàng tẩm tiêu, cá chỉ vàng hấp quýt.

## Hình ảnh

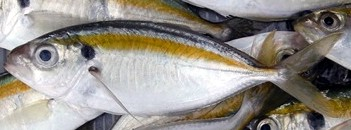
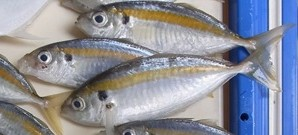
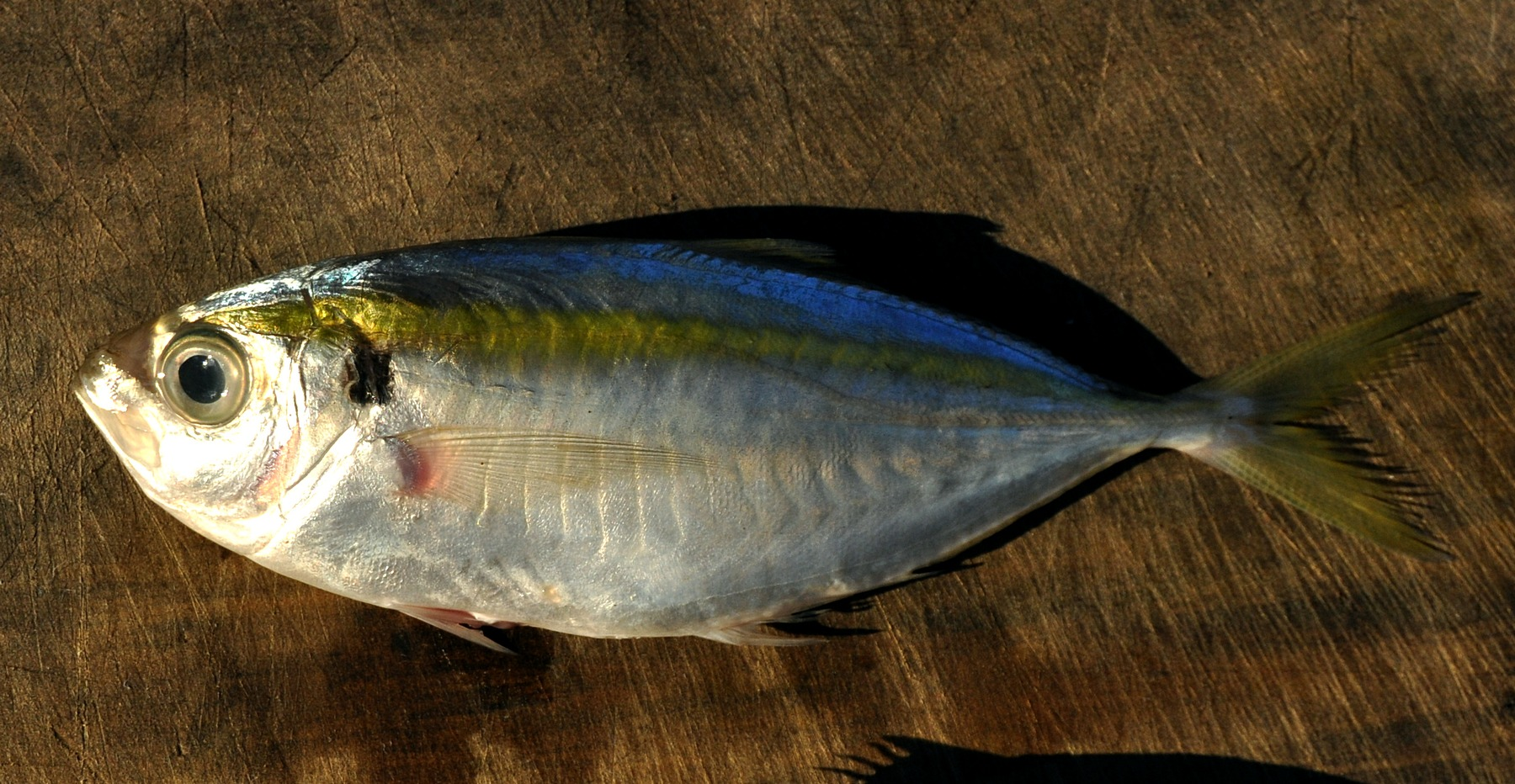